# 卧龙寺
34°15′21.82″N 108°57′0.76″E / 34.2560611°N 108.9502111°E

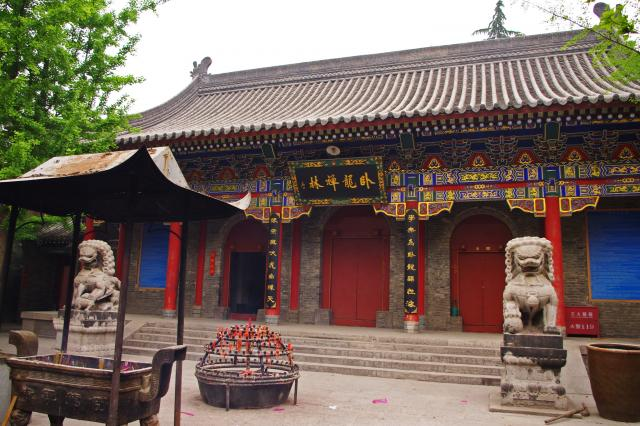
卧龙寺

卧龙寺，又称观音寺、福应禅院，位于西安市碑林区柏树林街，为陕西最早的佛教寺庙。汉族地区佛教全国重点寺院之一。  

## 历史沿革
卧龙寺创建于东汉。隋朝时称“福应禅院”。唐朝时，因保存着吴道子的观音像，又称“观音寺”。唐懿宗咸通年间（860年）和僖宗乾符年间（874年），寺内建立石刻陀罗尼经幢。宋朝，有位高僧惟果常静卧寺中念禅，人尊之为“卧龙禅人”，宋太宗时（976—997年）更寺名为卧龙寺。元朝、明朝、清朝都相继重修。
1900年，八国联军入侵北京，慈禧太后与光绪皇帝避难西安，慈禧太后施银千两重修庙宇，并建立石碑坊。慈禧还亲书“慈云悲日”、“三乘迭耀”匾额赐寺，并为山门书额“敕建十方卧龙禅林”。当时西藏、蒙古的喇嘛、王公们送来各类贡品、佛像，其中佛像均沼令送卧龙寺供养。1931年，朱子桥等人筹资修整佛寺，并购佛经创办佛学国书馆。后又请太虚法师来讲经说法。
文化大革命时期，卧龙寺遭受红卫兵破坏，时任方丈的朗照法师及众僧侣被迫服毒自杀。1992年，卧龙寺重修。

## 建筑格局
卧龙寺为典型的汉传佛教建筑风格，其分为中院、东院和西院三个院落。中院院落中依次为山门、金刚殿、天王殿、祖师殿、菩萨殿、大雄宝殿。东院为禅堂，西院为念佛堂。大雄宝殿东边有客堂、寮间、厨房、禅堂、库房，西边有客堂、主寮、祖堂、寮房、法堂、方丈室。

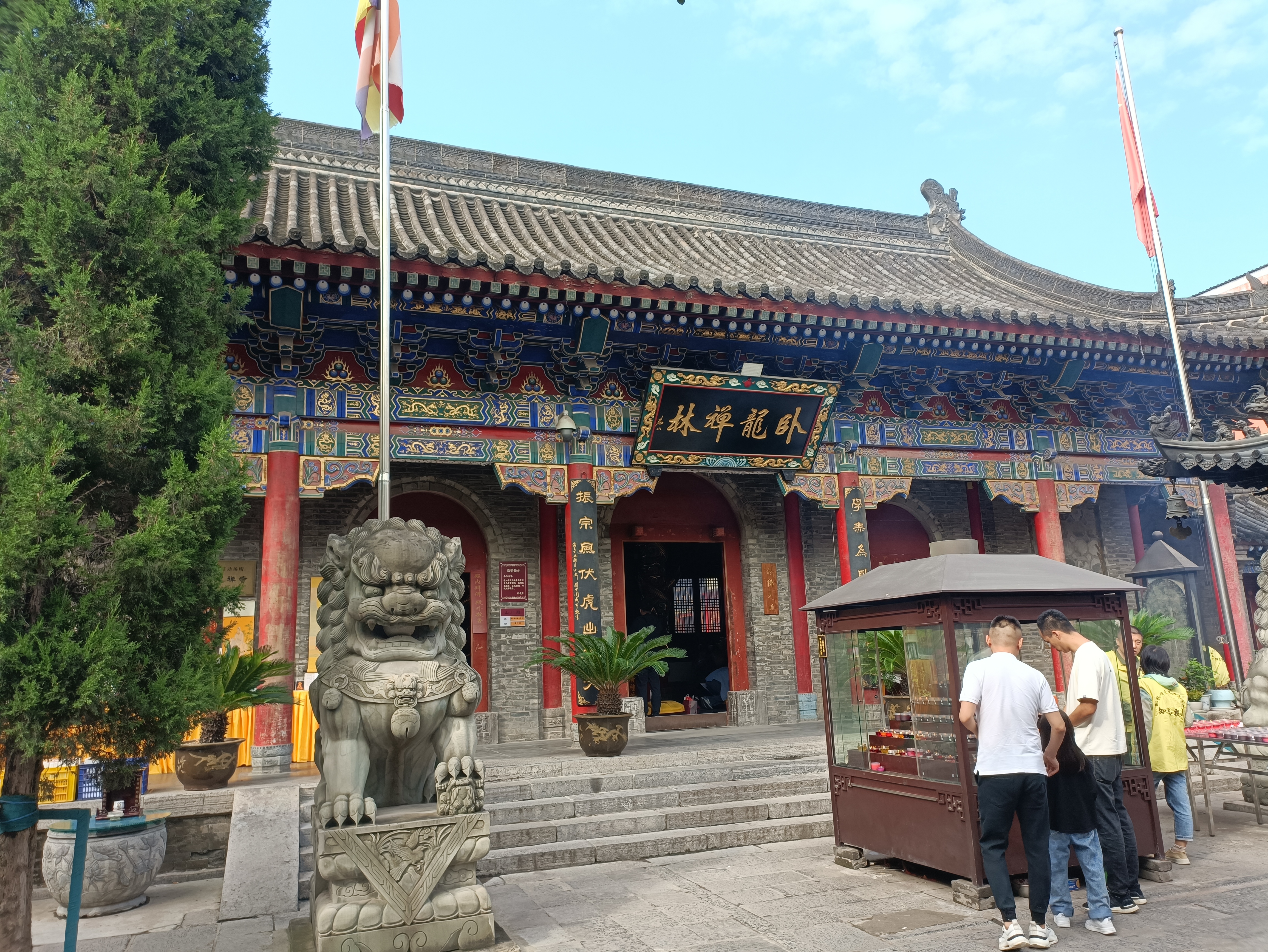
山门
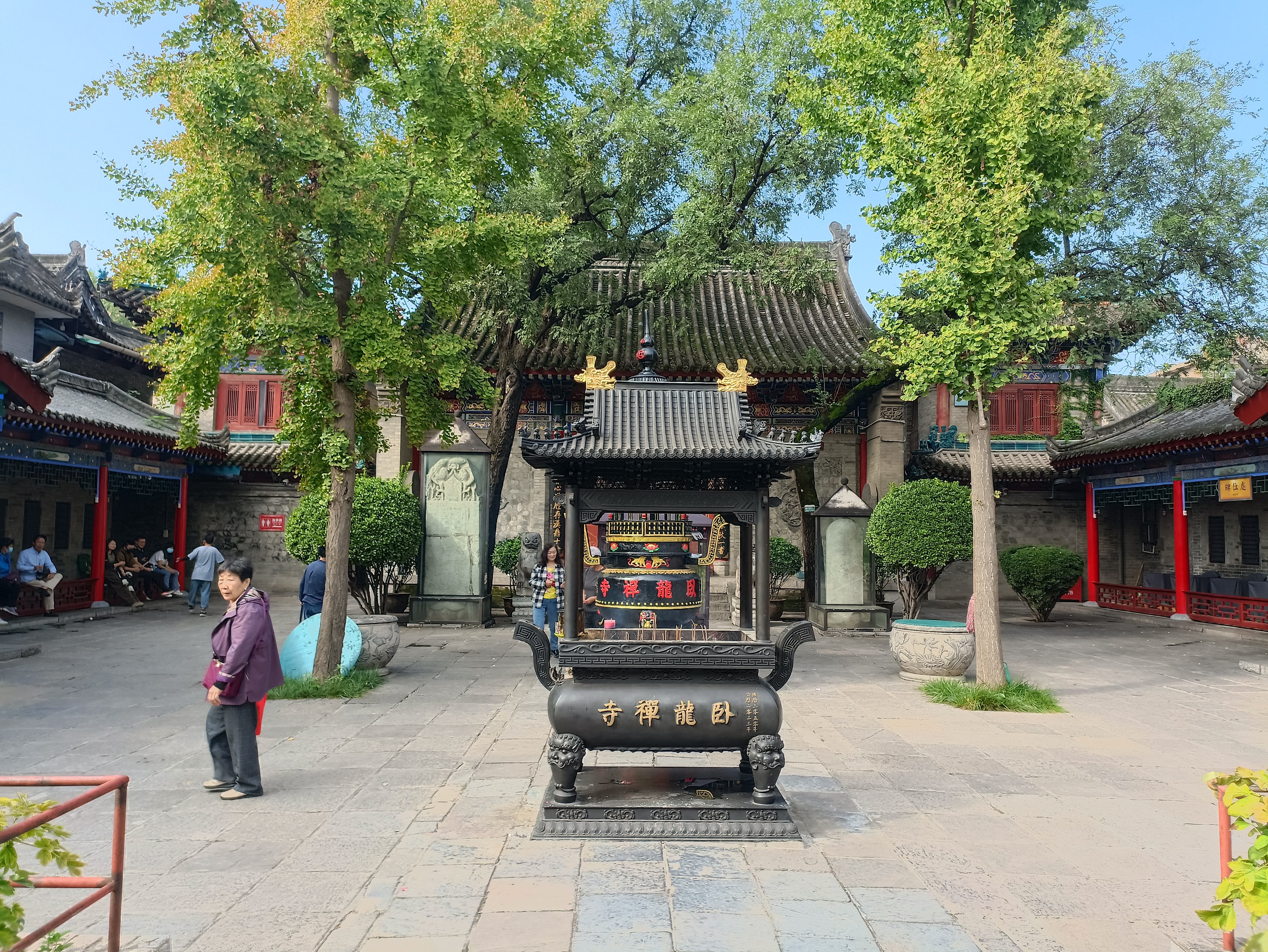
天王殿
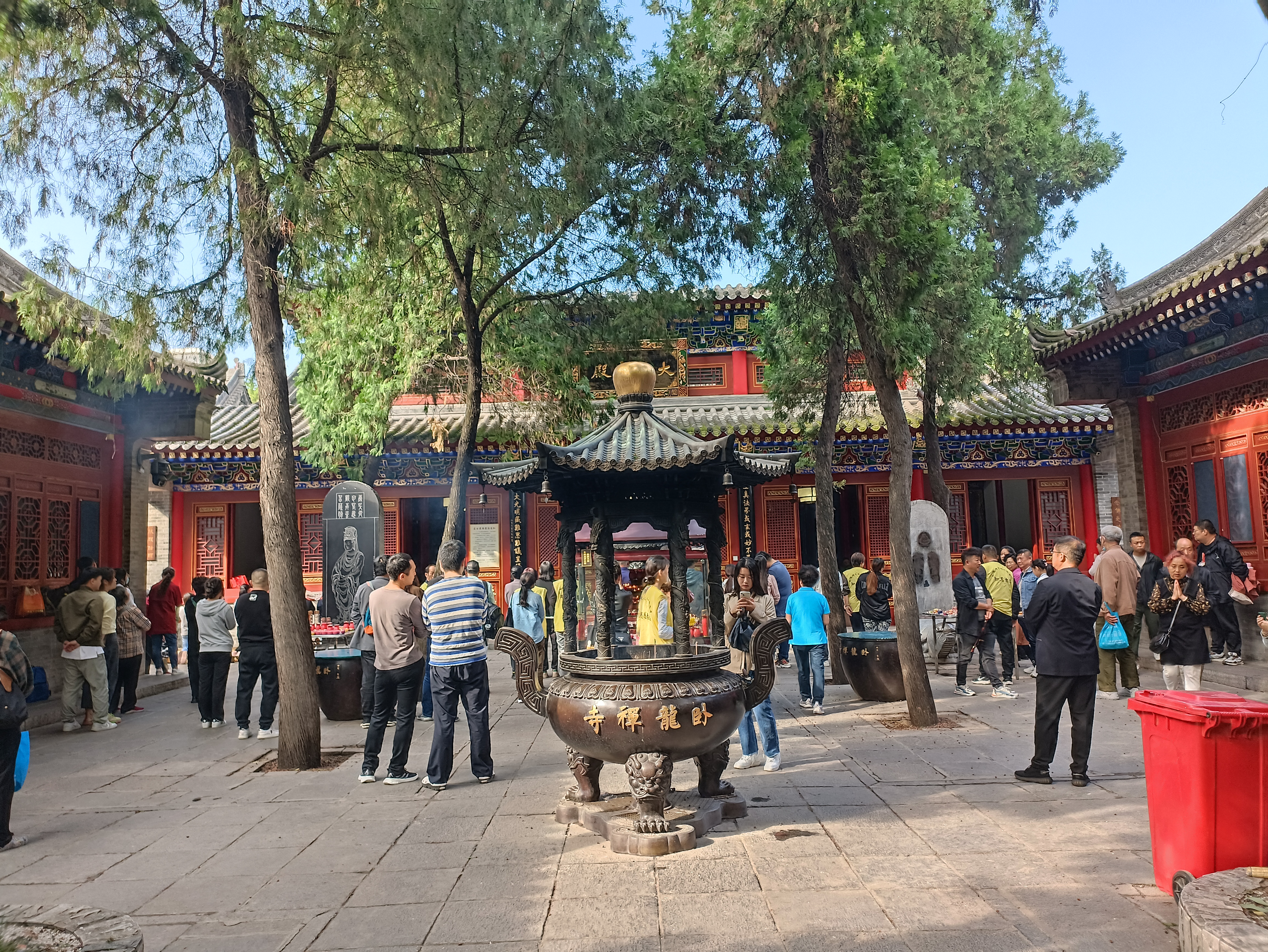
大雄宝殿
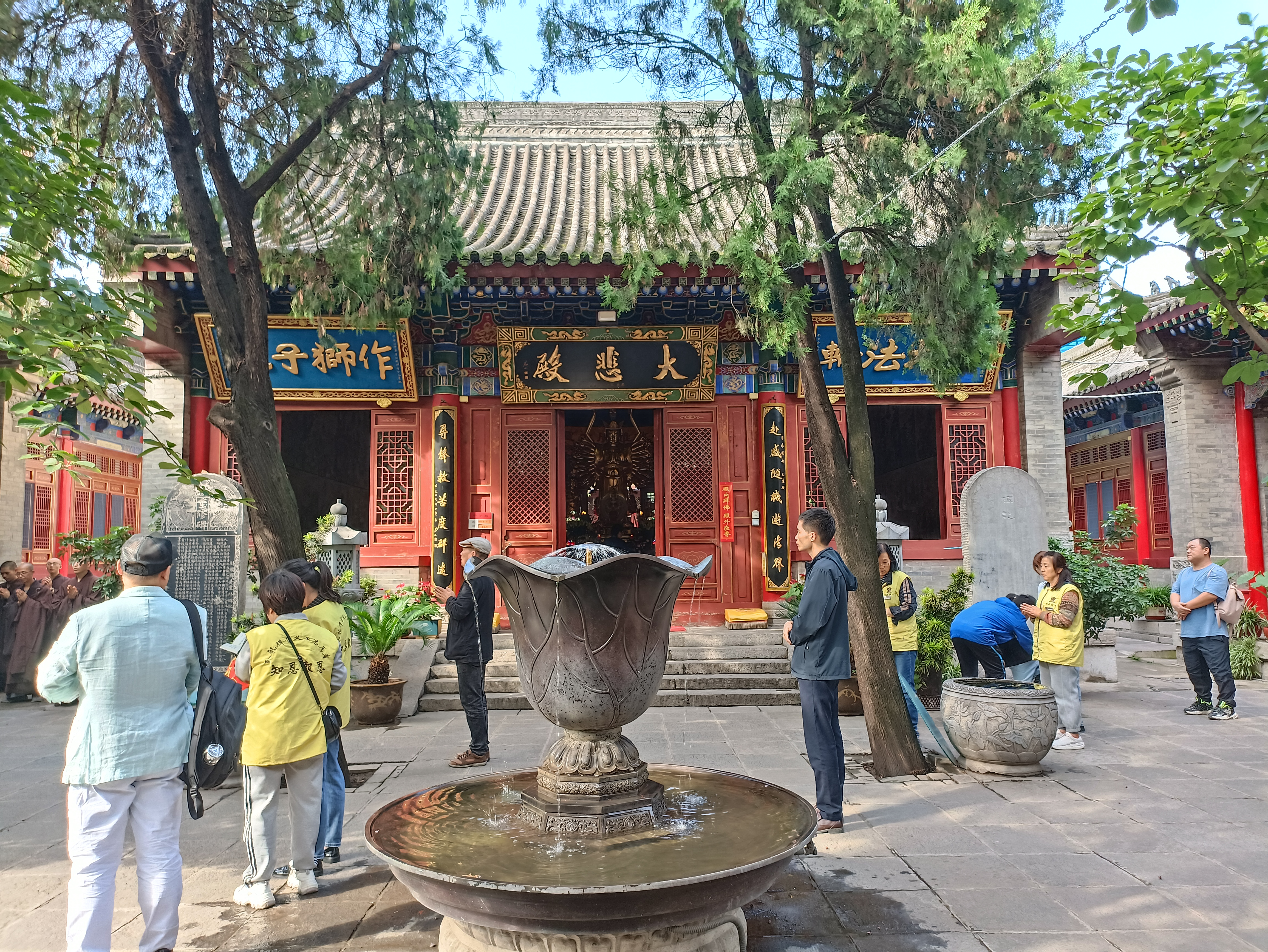
大悲殿
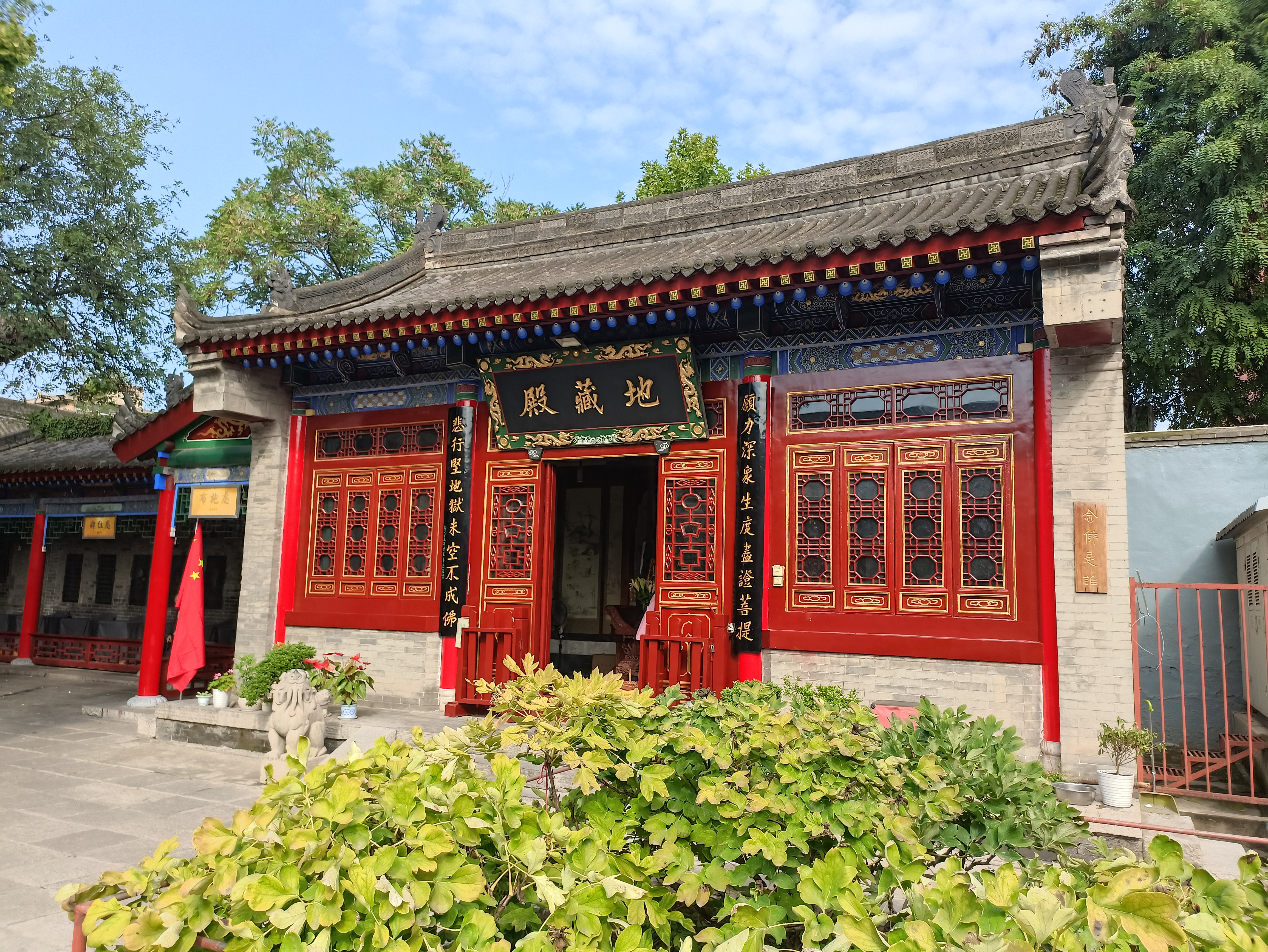
地藏殿
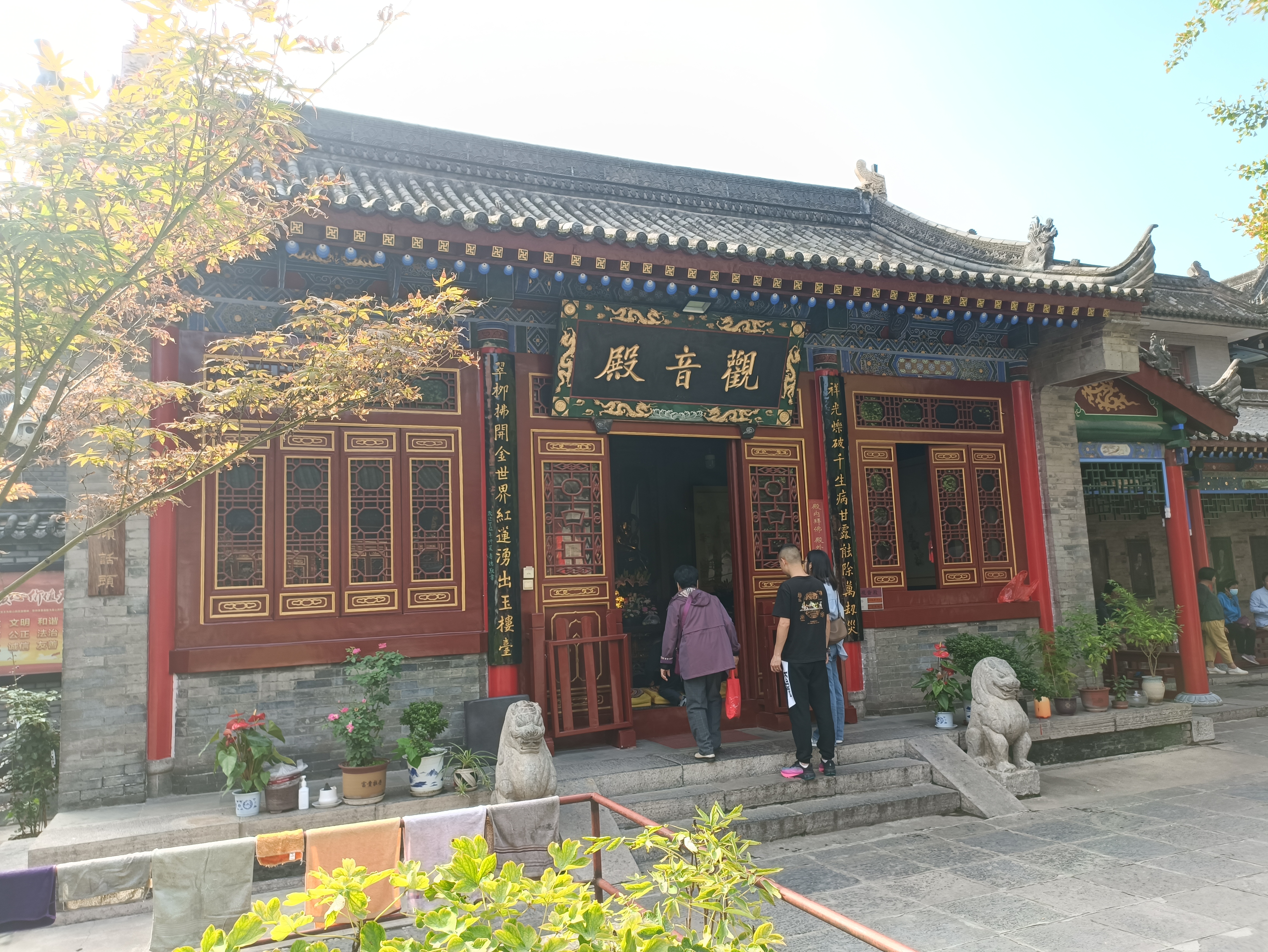
观音殿

## 保藏
卧龙寺内碑石林立，文物荟萃。著名碑石有佛足迹碑、唐吴道子画观音像碑、明洪武十五年卧龙历史碑、明英宗正统十年（1445年）颁赐藏经碑、明武宗正德十六年（1521年）重修碑、清咸丰二年（1852年）重兴十方规约碑、同治七年（1868年）卧龙历史碑、清光绪二十七年（1901年）太后捐银两重修碑、民国三十五年（1946年）传戒碑等。
卧龙寺原藏有《碛砂藏》，即南宋平江府债砂延圣院募刻的大藏经，历时九十余年完成。康有为曾经想取出《碛砂藏》经文私用，后被时报曝光，一时舆论哗然，时称“康有为盗经风波”。后经多方斡旋，该经文转移至陕西省图书馆。寺内还珍藏着古印度的贝叶经，极具文物价值。